# Тунам (гора)
Тунам (англ. Mount Twynam) — гора на Австралійському континенті, третя за висотою вершина Сніжних гір, Австралійських Альп і континенту в цілому. Її висота становить 2196 м над рівнем моря.

## Географія
Гора розташована в Головному хребті, Великого вододільного хребта, у Сніжних горах в штаті Новий Південний Уельс, Австралії, недалеко від кордону із штатом Вікторія.
Вершина розташована за 6 км на схід — північний схід від найближчої вищої гори Таунсенд (2209 м), та за 8 км на північний схід від гори Костюшко (2228 м) . Її висота становить 2196 м, а відносна висота — всього 155 м, що не робить її самостійною вершиною, а відносить до великого гірського масиву гори Костюшко.
Гора масивна, але непоказна, і має хороші та далекосяжні краєвиди на озеро Блакитне та Західний водоспад. Незважаючи на відносно доступні маршрути для підйому, вершина рідко відвідується туристами та альпіністами. Утворює вододіл між басейнами річки Снігової на південному сході та річки Ґегі на північному заході.

## Літтл Тунам
Літтл Тунам (англ. Little Twynam, 36°23′51″ пд. ш. 148°19′17″ сх. д. / 36.39750° пд. ш. 148.32139° сх. д.) — гора, південна вершина гори Тунам, розташована за 0,75 км на південний схід від її основної вершини. Висота 2120 м над рівнем моря, відносна висота — 20 м.